# Джозеф Овертон
Джо́зеф О́вертон (англ. Joseph Overton; 4 січня 1960, Саут-Гейвен — 30 червня 2003) — американський юрист, публіцист, електроінженер, віце-президент Макінського центру публічної політики, автор політичної концепції «Вікно Овертона».
Помер 30 червня 2003 у авіакатастрофі.

## Біографія
Народився в 1960 р в Саут-Хейвені, штат Мічиган.
В 1978 році закінчив вищу школу Герберта Генрі Доу в Мідленді. В 1983 році закінчив Мічиганський технічний університет зі ступенем бакалавра наук з електротехніки. В 1993 році закінчив Західний Мічиганський університет Томаса М. Кулі (правова школа) в Лансінгі зі ступенем доктора юриспруденції. Був членом колегії адвокатів.
В молодості обіймав низку посад у Хімічній компанії Доу, а пізніше — перейшов на роботу до Маккінакського центру публічної політики, де пропрацював понад 11 років. Вніс значний вклад в розвиток цього центру. Пропагував принципи вільного ринку.
Був одружений з Хелен Овертон. Вони одружилися за три місяці до його загибелі 29 березня 2003 р.
Термін «вікно Овертона» почав вживатися вже після його смерті.